# 日産・ベベル
ベベル (Bevel) とは、日産自動車が発表したクロスオーバーSUVのコンセプトカーである。2007年の北米国際オートショーにて公開された。運転席側に大きなドアが1つ、助手席側に小さなドアが2つある非対称デザインが特徴的である。
日産自動車のグローバル製品企画・デザイン担当執行役員であるカルロス・タバレスは、ベベルは多くの工具を車に積んだり、物を運んだり、アウトドアを楽しんだりしたい45～60歳の男性を対象とした製品であると語る。そのため、ほかに誰か運転手以外に搭乗することをあまり考慮していない。オーナーは90パーセントの時間、一人で運転しているだろうとタバレスは予想している。
日産はベベルを生産する具体的な計画はないが、将来のモデルについては通知している。
コンセプト車両のうちの1台は、2022年3月初旬、アメリカ合衆国テネシー州郊外の解体場であるエクスプレス・スクラップ・メタルズに、クエストコンセプト (2002年展示車両)とともに解体されていた。ベベルとクエストコンセプトは、両方ともスクラップとして破壊された。